# Ciclorama

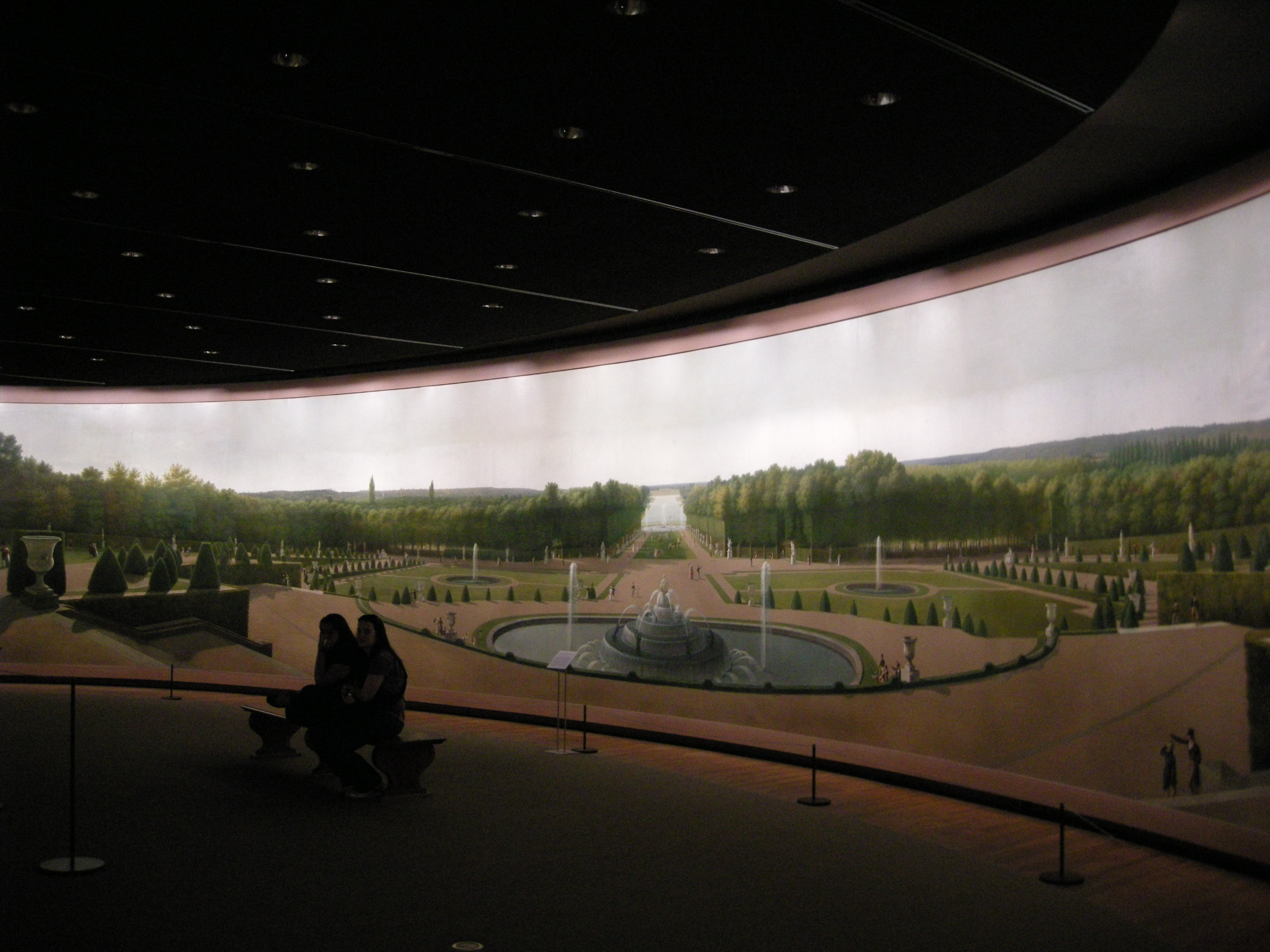
Ciclorama de Versalles en el Metropolitan Museum de Nova York.

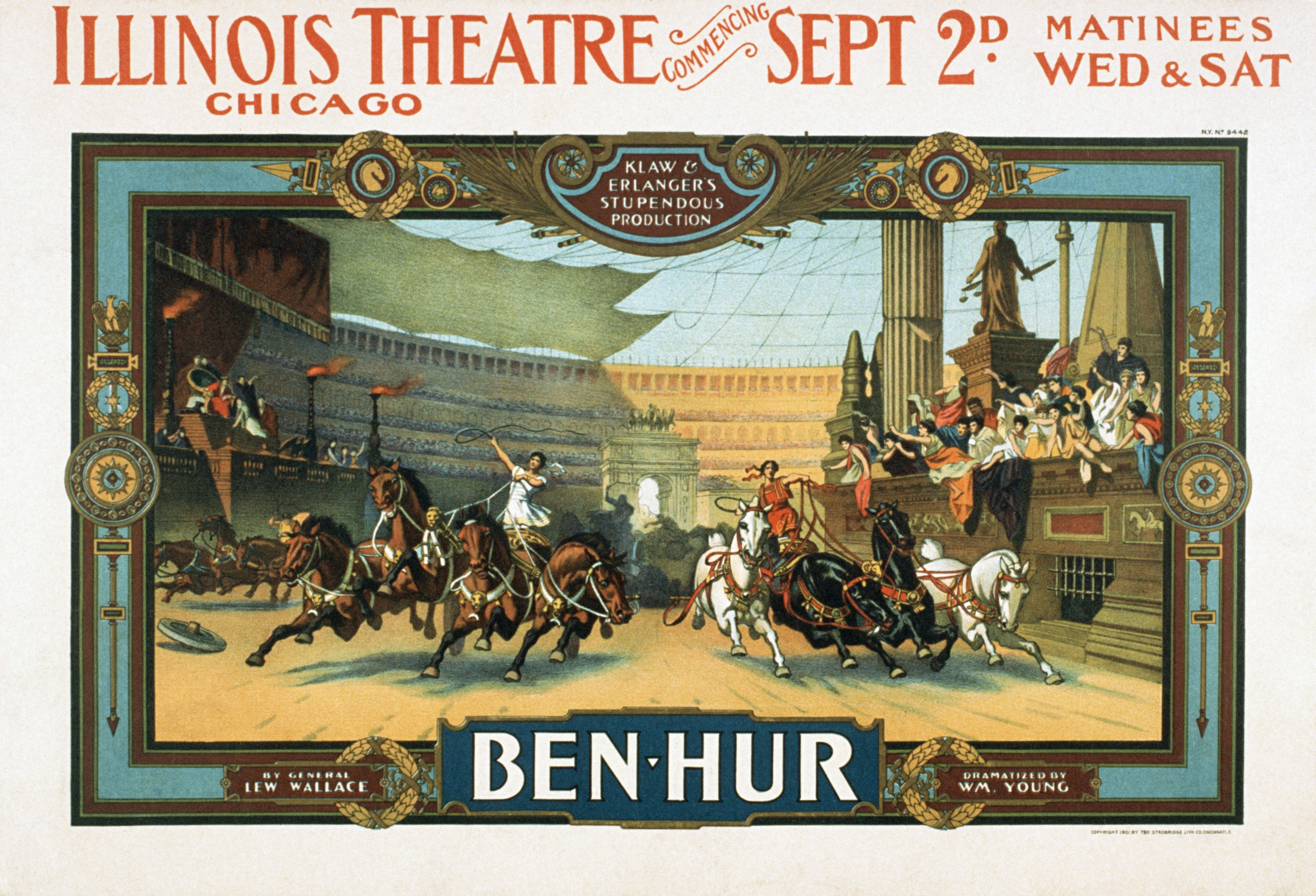
Cartell publicitari de l'obra (Illinois Theatre, Chicago, 1901). L'estrena de Nova York es va fer al Manhattan Theatre.

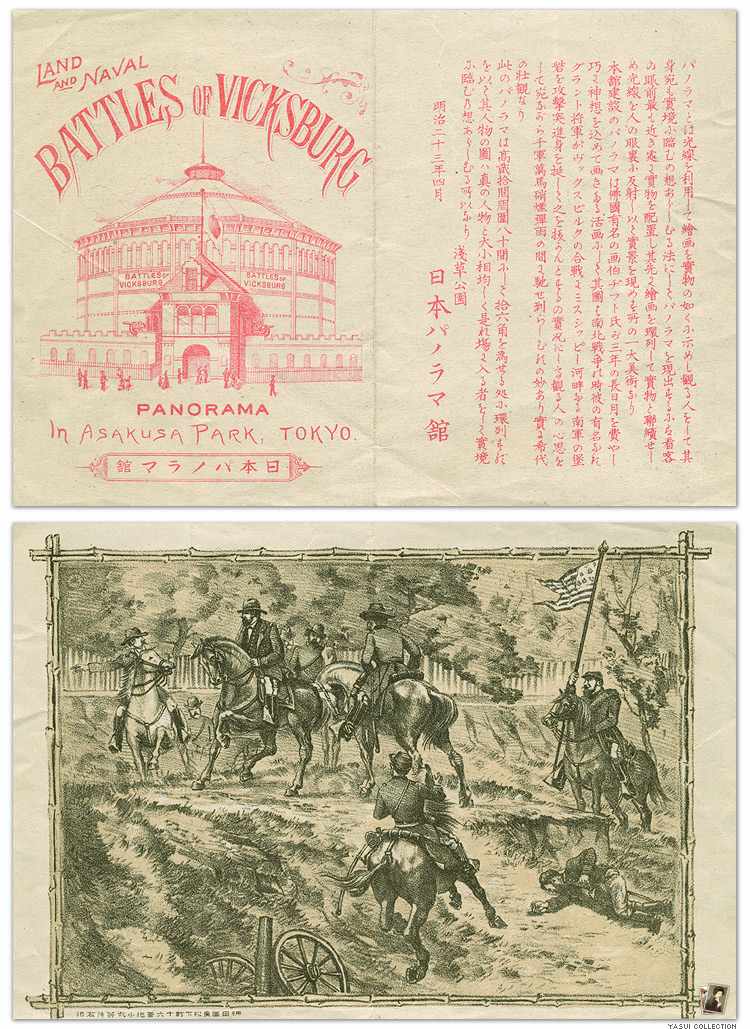
Pasquí publicitari de Land and Naval Battles of Vicksburg, Panorama in Asakusa Park, Tòquio, el ciclorama de Sergent.

El ciclorama o cyclorama és una pintura panoràmica de grans dimensions (els més grans, fan uns cent metres de llarg per més de deu metres d'alt), desenvolupada sobre una plataforma cilíndrica, disposada per ser contemplada des del seu interior, proporcionant una visió de 360°. Pretén envoltar a l'espectador d'imatges que, amb un efecte il·lusionista, li facin sentir-se enmig d'un esdeveniment històric o un lloc de gran bellesa.
També es diu "ciclorama" a l'edifici dissenyat per allotjar aquestes pintures, encara que de vegades han canviat d'ús (com el Cyclorama Building de Boston -Willard T. Sears, 1884-). Alguns tenen notable valor arquitectònic.
Amb el nom de panorama, va ser inventat pel pintor irlandès Robert Barker, que pretenia capturar la vista panoràmica que s'aprecia des de Calton Hill, a Edimburg. Amb això, en aquesta ciutat, va obrir en 1787 el primer local de ciclorama.
Els ciclorames es van convertir en un espectacle molt popular a finals del segle xix, època en què es desplaçaven de ciutat en ciutat. Als espectadors se'ls oferia també música i l'explicació de l'esdeveniment representat mitjançant un narrador. De vegades es combinaven amb diorames, la qual cosa els dotava de major realisme. Per allotjar-los es van construir sales circulars o poligonals en moltes ciutats europees i americanes. Entre els més impactants i de major difusió, van estar el que Henri Félix Emmanuel Philippoteaux va pintar sobre el Setge de París poc després que aquest fet tingués lloc (guerra francoprussiana, 1870-1871); i el que Lucien-Pierre Sergent i Joseph Bertrand van pintar sobre el Setge de Vicksburg (1863), que desenvolupava punt el seu aspecte terrestre com a naval, i que es va exhibir inicialment a París, viatjant després a Nova York, Chicago, San Francisco i Tòquio (ca. 1891). Dels centenars de ciclorames pintats en aquesta època només sobreviuen uns trenta.

## Teatre

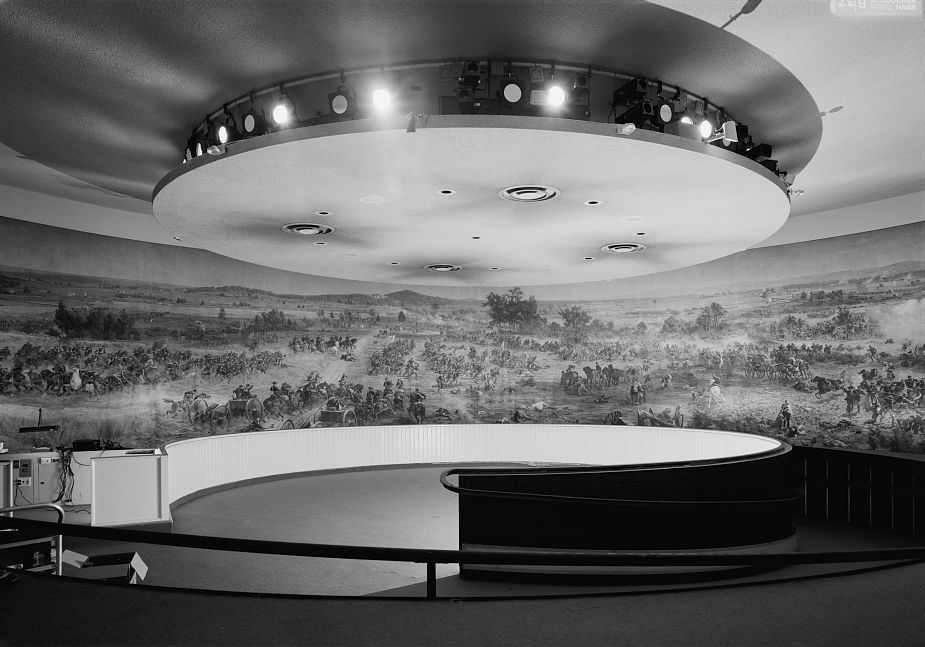
Ciclorama de Gettysburg.

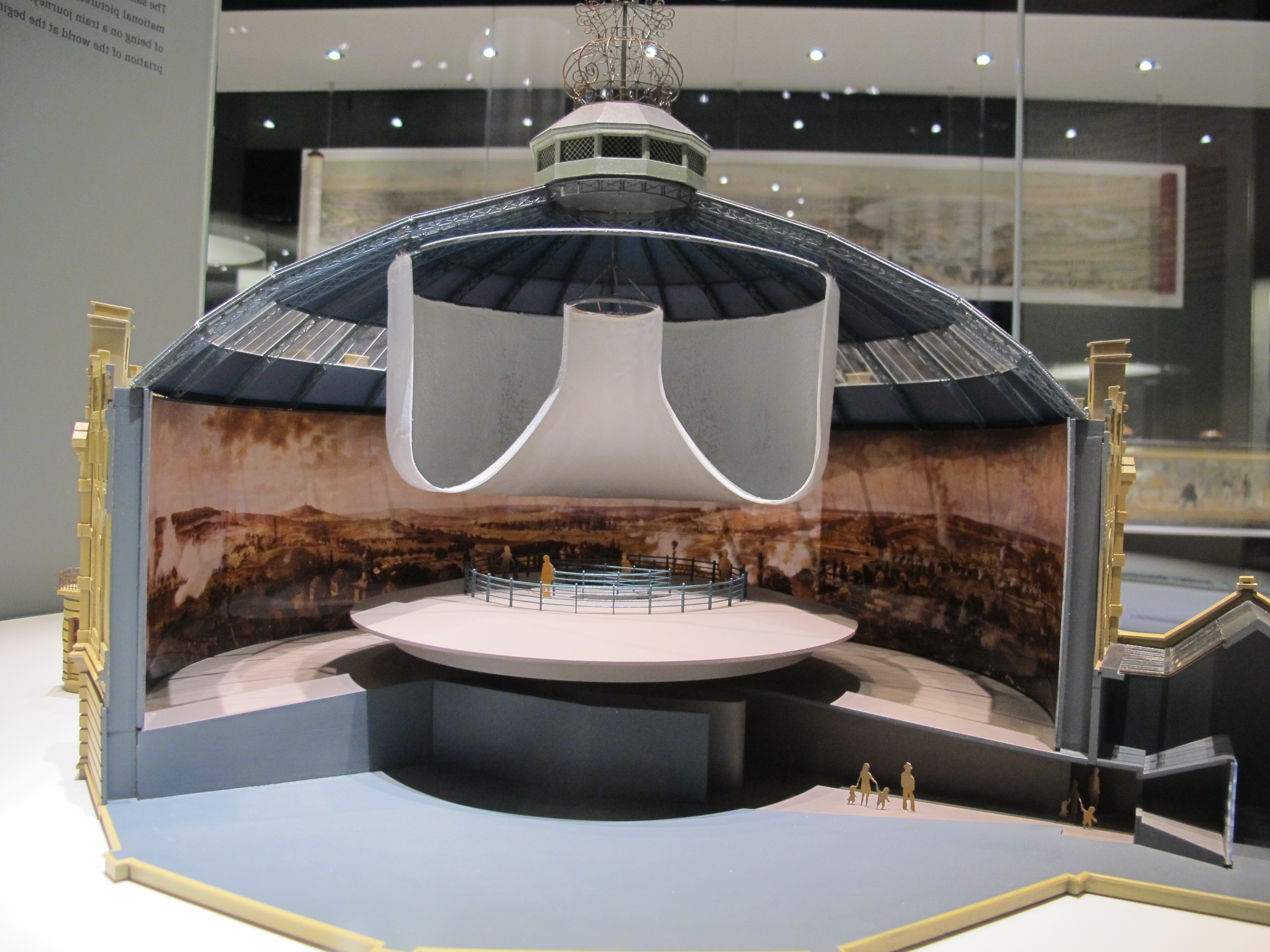
Maqueta del ciclorama de Frankfurt de 1880 (Deutsches Filmmuseum).

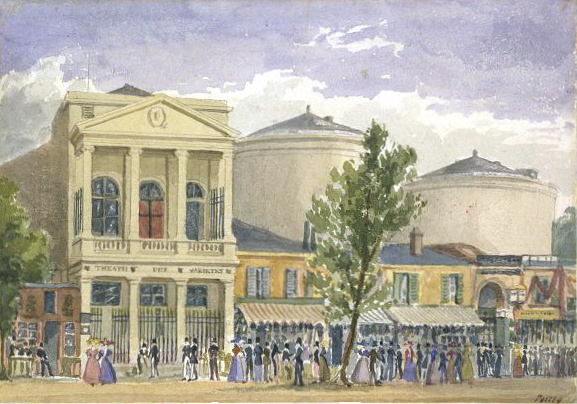
Théâtre donis Variétés de París en 1829, amb dos edificis de ciclorama.

Les aplicacions escenogràfiques del ciclorama o panorama es van evidenciar de seguida, com les de múltiples altres espectacles similars, entre els quals es trobava el diorama, el diaphorama, el cosmorama, el pleorama o el myriorama. Louis Daguerre va destacar per l'ús d'aquestes tècniques en el teatre francès dels anys 1820, abans de la invenció per la qual és avui més conegut (el daguerrotipo).

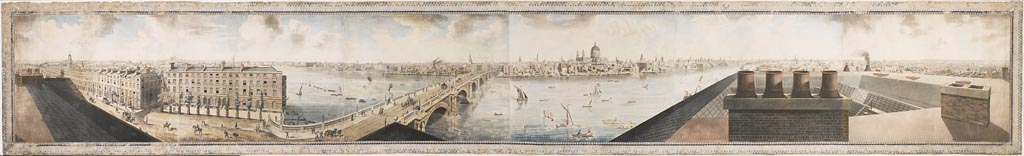
Panorama of London, de Robert Barker, 1792.

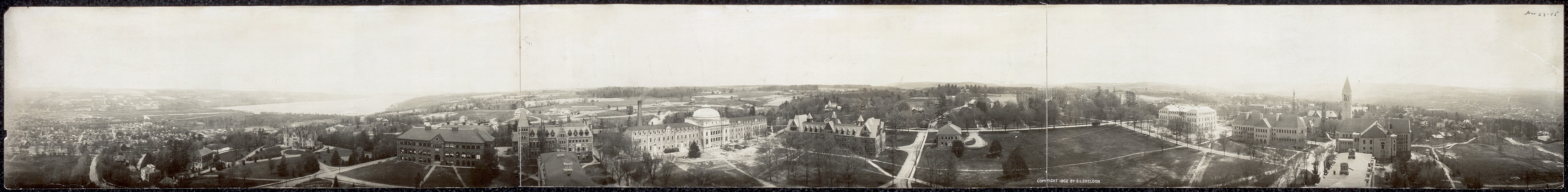
Ciclorama de la Cornell University des de la McGraw Tower. 1902.

En 1899 es va estrenar amb gran èxit a Broadway una dramatització de la novel·la Ben-Hur, l'escena de la qual més espectacular incloïa l'ús de cavalls i carros reals en una carrera simulada sobre una cinta lliscant que es desplaçava sota un decorat mòbil muntat sobre un ciclorama. Es va representar durant 21 anys i va ser vista per prop de 20 milions d'espectadors. Les pel·lícules posteriors es van esforçar a superar l'impacte visual d'aquesta reconstrucció.

## Cinema
El concepte genèric que està a la base del ciclorama era àmpliament compartit per molts altres precedents de la cinematografia (precinematografía dels segles xviii i xix), algun dels quals es basava en un format cilíndric, com el Zoòtrop.
El format actual de les pel·lícules cinematogràfiques, el del cinematògraf dels germans Lumière (1895), ràpidament va quedar en una posició dominant al món de l'espectacle; i no va passar molt temps perquè intentessin aplicar-li les possibilitats panoràmiques del ciclorama, amb una invenció denominada cinéorama, presentat en l'Exposició Universal de París de 1900. Pot considerar-se-li un precedent dels formats IMAX i Circle-Vision 360° (Reflections of Xina, de Epcot).

## Ciclorames notables
Entre els exemples més notables de ciclorames conservats estan (per ordre de realització o inauguració):

### Segle XIX i primera meitat del XX
- Ciclorama dels jardins i palau de Versalles, desenvolupa un panorama dels jardins i el palau de Versalles, i va ser pintat per John Vanderlyn en 1818-1819. 49,5 metres de llarg per 3,6 metres d'alt. S'exhibeix en la American Wing del Metropolitan Museum of Art de Nova York.
- Panorama Mesdag, representa el poble neerlandès de Scheveningen en 1881. 40 metres de llarg per 14 d'alt. l'Haia, Països Baixos.[4]

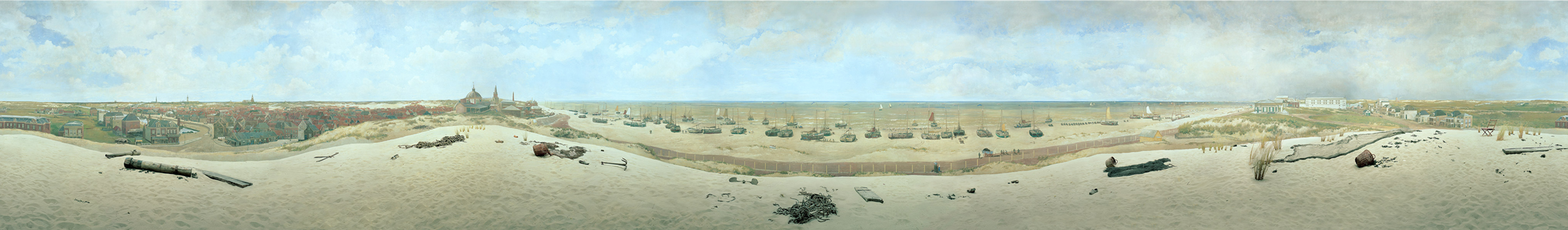
Panorama Mesdag.

- Gettysburg Cyclorama ("ciclorama de Gettysburg"), desenvolupa la batalla de Gettysburg (1863). 109 metres de llarg per 8,2 metres d'alt. Pintat per Paul Philippoteaux en 1883, va ser exhibit inicialment a Chicago. Aquesta primera versió es va desmuntar i va romandre en l'oblit fins a 1965. La segona versió, creada per a una exhibició a Boston, es va exhibir en el Gettysburg National Military Park i actualment, després d'una restauració, en el Gettysburg Museum and Visitor Center. Va haver-hi una tercera i quarta versió, a Filadèlfia i Brooklyn respectivament.[5]
- Atlanta Cyclorama ("ciclorama d'Atlanta"), que desenvolupa la Batalla d'Atlanta (1864). Com altres ciclormas sobre batalles de la Guerra de Secessió, va ser encarregat a la American Panorama Company de Milwaukee, i pintat per un equip de pintors alemanys (Friedrich Wilhelm Heine, August Lohr) amb ajuda d'artistes americans, com Theodore R. Davis, que va ser testimoni de la batalla. Es va exhibir inicialment a Detroit (1887), i es va instal·lar definitivament a Atlanta en 1921, en un edifici neoclàssic que alberga també el museu de la Guerra Civil (Civil War Museum).[6][7][8]
- Cyclorama de Jerusalem ("ciclorama de Jerusalem"), desenvolupa el tema de la crucifixión de Crist. Pintat per Paul Philippoteaux en 1895, sobreviuen tres còpies, totes elles en centres de peregrinació: una en Saint Anne de Beaupre (Quebec, Canadà), una altra en Altötting (Alta Baviera, Alemanya), i una altra en Einsiedeln (Suïssa). El primer ciclorama amb aquest tema va ser pintat en 1884 per Juliaan de Vriendt en Montaigu (un centre de peregrinacions belga). De 1885 és el de Bruno Piglhein, que va ser desplaçant-se per diferents ciutats centreeuropees, quedant destruït a Viena en 1892. El seu gran èxit va suscitar nombroses rèpliques que van circular per tot el món.[9][10]
- Panorama de Racławice, que desenvolupa la Batalla de Racławice durant l'aixecament Kościuszko. Wrocław, Polònia. 115 metres de llarg per 15 metres d'alt. Va ser inaugurada en 1894.
- Arribada dels hongaresos o Feszty Panorama, commemora el mil·lenari de la conquesta magiar d'Hongria (895-1895). Va ser pintat per un equip d'artistes dirigit per Árpád Feszty, i es va completar en 1894. 120 metres de llarg per 15 metres d'alt. Parc Memorial Nacional Històric de Ópusztaszer, Hongria.

L'arribada dels hongaresos, de Árpád Feszty.

- Riesenrundgemälde ("gran pintura circular"), que desenvolupa la Batalla de Bergisel[11] o de la muntanya Isel (1809, durant les Guerres Napoleòniques). Innsbruck, Àustria. Inaugurat en 1896, en 1906 es va exposar en la Royal Austrian Exhibition de Londres.[12]
- Panorama de Sebastopol, que desenvolupa el Lloc de Sebastopol (1854-1855). Pintat per Franz Roubaud (1905). 115 metres de llarg per 14 metres d'alt.[13]

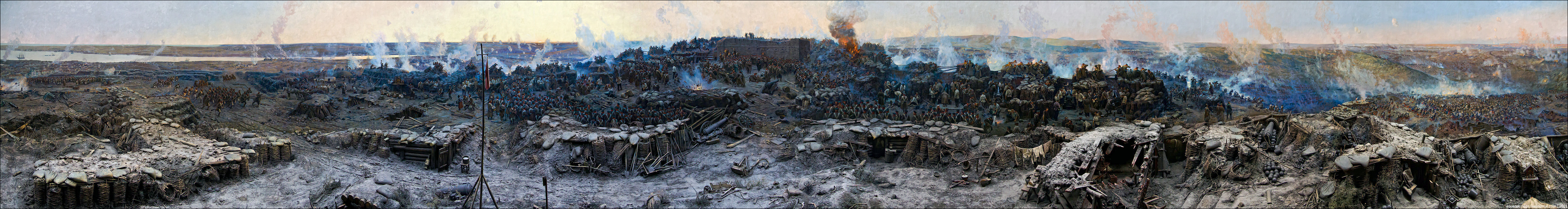
Fragment del Panorama de Sebastopol, de Franz Roubaud.

- Panorama de Borodino, que desenvolupa la Batalla de Borodino (1812). Moscou. 115 metres de llarg per 15 metres d'alt. Va ser pintat per Franz Roubaud per al primer centenari de la batalla (1912). L'exhibició i l'edifici actual són de 1962.[14]

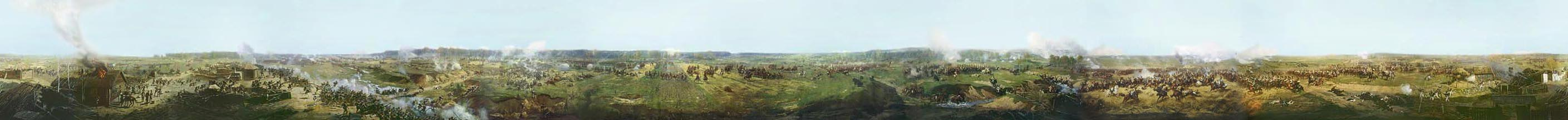
Panorama de Borodino, de Franz Roubaud.

- Panorama de Waterloo, desenvolupa la batalla de Waterloo (1815). Pintat per Louis-Jules Dumoulin (1912). 110 metres de llarg per 12 metres d'alt. Waterloo, Bèlgica.[15]

### Posteriors a la Segona Guerra Mundial
- Panorama de Stalingrad, que desenvolupa la batalla de Stalingrad (1943). Volgograd 120 metres de llarg per 16 metres d'alt (el major de Rússia).[16]
- Ciclorama de Taejon, desenvolupa la Batalla de Taejon (1950, guerra de Corea). Museu de la Victoriosa Guerra d'Alliberament de la Pàtria a Pyongyang, Corea del Nord.[17]
- Panorama de Pleven, que desenvolupa el Setge de Plevna o Pleven (1878). Pleven, Bulgària. 115 metres de llarg per 15 metres d'alt. Va ser pintat per un grup d'artistes russos i búlgars i inaugurat en 1977.
- October War Panorama ("panorama de la Guerra d'Octubre"), desenvolupa l'atac sobre Bar Lev Line i la lluita subsegüent durant la Guerra del Yom Kippur (1973). el Caire, Egipte.[18]
- Bauernkriegspanorama en Bad Frankenhausen, de Werner Tübke (1983-1989), sobre la guerra dels camperols alemanys del segle xvi o "revolució burgesa primerenca a Alemanya" (Frühbürgerliche Revolution in Deutschland).[19]
- Behalt Cyclorama ("ciclorama del record"), representa la història de les comunitats amish i mennonita des de 1525. Pintat per Heinz Gaugel (1992). Berlin, Holmes County, Ohio.
- Búnquer Hill Cyclorama ("ciclorama de Búnquer Hill"), que desenvolupa la Batalla de Búnquer Hill (1775, Guerra d'Independència dels Estats Units), en el museu d'aquest nom. Va ser instal·lat en 2007. En 1889 s'exhibia a Boston un ciclorama sobre aquesta mateixa batalla.